# Yves Beigbeder
Yves Beigbeder (* 16. Juli 1924 in Morlaix; † 29. November 2023) war ein französischer Jurist. Beigbeder nahm an den Nürnberger Prozessen teil. Er war Professor für Internationales Recht und arbeitete u. a. für die Vereinten Nationen, FAO und WHO.

## Leben
Der junge Jurist Yves Beigbeder arbeitete 1946 als Assistent für seinen Onkel, den französischen Richter Henri Donnedieu de Vabres, am Nürnberger Tribunal. Nach seinem Studium an der Indiana University Bloomington in den USA arbeitete er für die Ernährungs- und Landwirtschaftsorganisation der Vereinten Nationen in Rom, dann von 1955 bis 1984 als Personalreferent für die Weltgesundheitsorganisation in Brazzaville, Kopenhagen, Alexandria und Neu-Delhi (wo sein letzter Posten stellvertretender Leiter des Personaldirektors in Genf war).
Er promovierte in öffentlichem Recht und hat Vorträge über internationale Organisationen, den internationalen öffentlichen Dienst und internationale Strafgerichte an Universitäten in Paris, Genf, St. Louis, Boston und Vancouver gehalten. Er hat zahlreiche Werke in französischer und englischer Sprache zu denselben Themen verfasst.
2015 war Beigbeder als Zeitzeuge bei einer Veranstaltung des Memorium Nürnberger Prozesse zu Gast.
Er lebte in Thonon.